# Эгиала
Эгиала (др.-греч. Αἰγιάλη) — в древнегреческой мифологии — дочь Гелиоса и Климены и одна из гелиад. Мать Алкионы, родившая ее от Эола. Однако по некоторым данным, матерью детей Эола является Энарете. Внучка Адраста, царя Аргоса, вышедшая замуж за своего двоюродного брата Диомеда. 
Эгиала долго хранила верность мужу, сражавшемуся с Фивами и под Троей, но, в конце концов, изменила ему с юным Кометом, сыном Сфинела, помощника и возничего Диомеда. По одним версиям, супружеская измена Эгиалы была следствием наущений Навплия, мстившего Диомеду за смерть своего сына Паламеда. По другим —  месть богини любви Афродита за ранение, которое нанёс ей Диомед под Троей.